# Bocchino (musica)

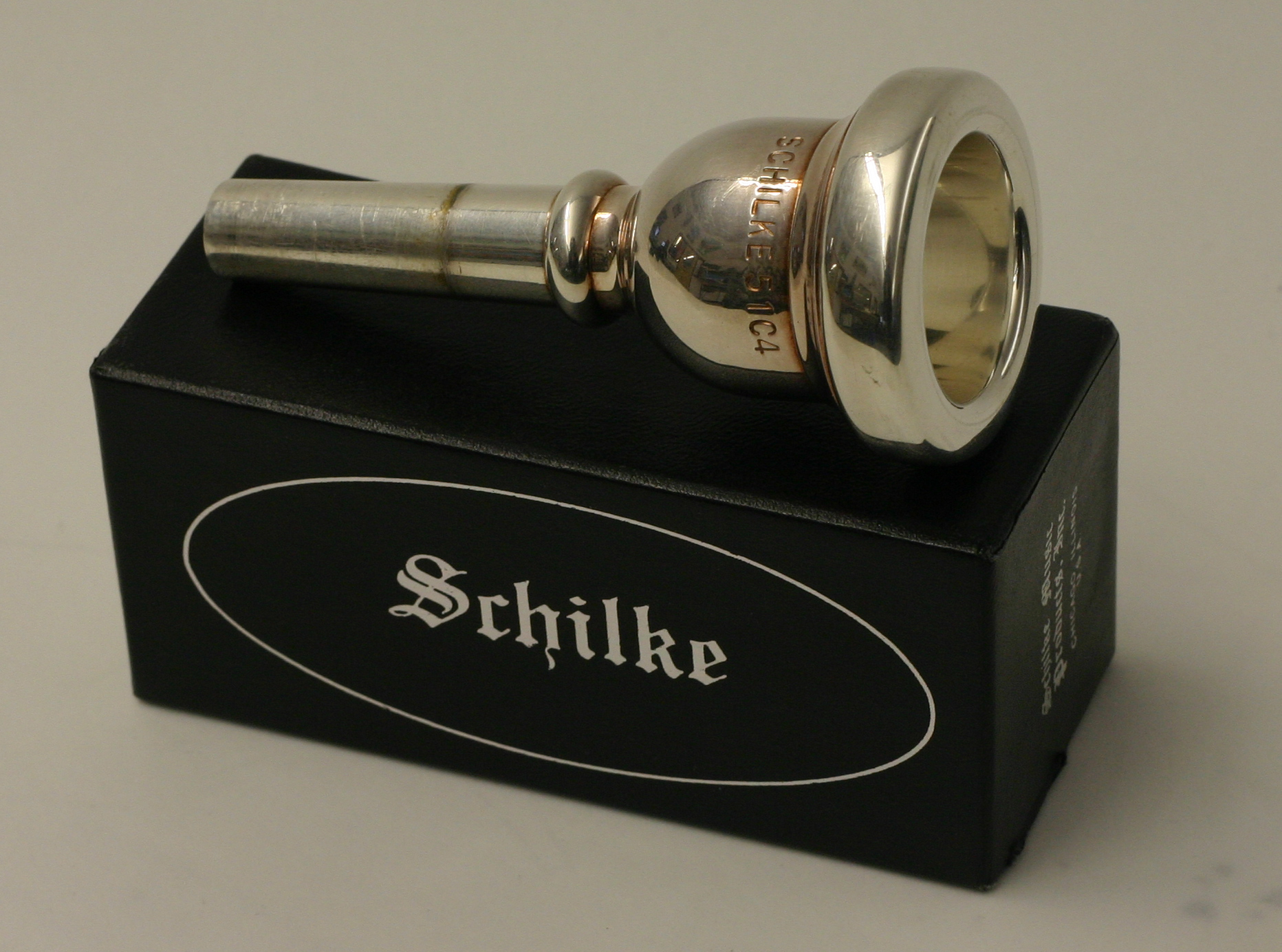
Bocchino per trombone

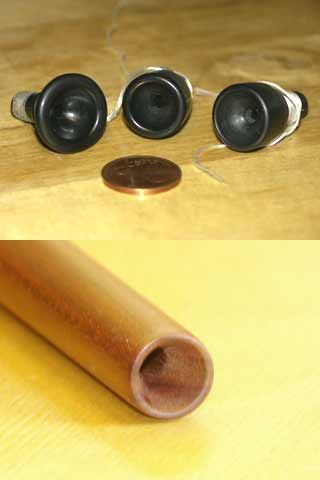
Antichi bocchini di cornetto

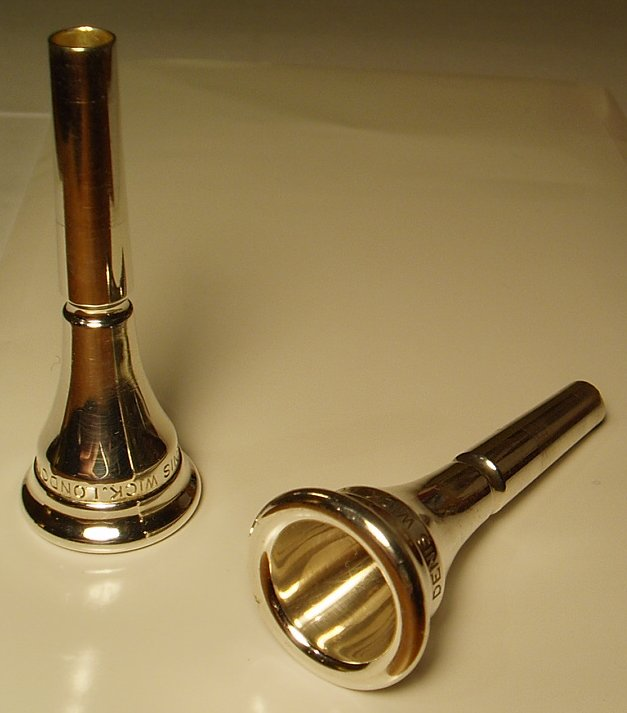
Bocchino per corno

Il bocchino è quella parte degli strumenti musicali a fiato del gruppo degli ottoni che viene a contatto diretto con le labbra. Per altri strumenti a fiato si parla invece di imboccatura.
Il suono viene generato per vibrazione di entrambe le labbra sul bocchino e per questo motivo gli ottoni e gli strumenti in cui il suono è emesso dalla vibrazione delle labbra vengono definiti anche strumenti ad ancia labiale.

## Descrizione
Ogni ottone ha il proprio tipo di bocchino e solitamente i bocchini consistono in una apertura circolare che conduce, tramite una cavità semisferica, conica o cilindrica, ad un cannello e da qui al canneggio dello strumento.
Le differenze stanno nelle dimensioni e nelle forme dei componenti e nei materiali, dove strumenti dal suono grave hanno grandi dimensioni, in modo da massimizzare la risonanza acustica, strumenti acuti hanno bocchini di minori dimensioni.
La forma dei bocchini determina anche il timbro del suono emesso: ad esempio trombe, tromboni e flicorni hanno una cavità della tazza tendenzialmente semisferica, mentre nei corni francesi il bocchino ha una tazza conica.
Esistono anche bocchini particolari con forme asimmetriche.
|                                                       | 1. Bordo: diametro interno 2. Bordo: spessore 3. Bordo: profilo 4. Bordo: spigolo interno (o mordente) 5. Tazza (forma, volume, diametro, profondità) 6. Penna: gola 7. Penna: retroforo 8. Penna: fianco |
| Un bocchino per tromba visto da differenti proiezioni | |

## Materiali
Il principale materiale utilizzato per la costruzione dei bocchini è l'ottone. I bocchini vengono lavorati al tornio e successivamente rivestiti in argento oppure oro.
In passato, per alcuni antichi strumenti musicali come il cornetto, venivano utilizzati altri materiali come l'avorio o l'ebano.

Esistono anche dei bocchini in plastica (dalla qualità sonora scadente, ma utili per suonare al freddo) oppure in acciaio o titanio (ancora poco diffusi ma dalle eccellenti qualità sonore).

## La scelta del bocchino
È importante considerare che il bocchino è solo un supporto che favorisce e raccoglie la vibrazione delle labbra, le quali sono il principale mezzo con cui il musicista emette i suoni. Le labbra sono una parte anatomica del corpo che si adatta all'esercizio ed al bocchino.
Non esistono i bocchini per il registro acuto o per quello grave, ma solo modelli che possono aiutare nei due registri, o che possono favorire determinate sonorità, timbri e caratteristiche di emissione, ma solo a condizione che il musicista sia in grado di ottenere i propri scopi con studio impegnativo e costante. Alcuni insegnanti paragonano la scelta del bocchino come quella di un paio di scarpe: è una scelta personale e dipende da forma e dimensioni del piede. Non ci sono indicazioni generali per la scelta di un bocchino, dal momento che le labbra son tutte diverse fra di loro, ed in pratica "il miglior bocchino è quello al quale le labbra sono abituate".
La tabella seguente descrive quali siano le influenze delle varie parti del bocchino, in modo da dare una indicazione di massima sul funzionamento e sulle caratteristiche principali. La scelta di un bocchino è comunque sempre il risultato di un compromesso.
| Elemento del bocchino  | Effetti sulla emissione del suono | Tipiche dimensioni/forme (Tromba)   | Tipiche dimensioni/forme (Tuba)       |
| ---------------------- | --- | ----------------------------------- | ------------------------------------- |
| Diametro interno       | Un diametro interno largo facilita l'emissione dei suoni bassi e di suoni più ricchi e pieni. Diametri più piccoli facilitano l'emissione dei suoni acuti (se queste sono già patrimonio del musicista). | ~ 16mm                              | ~ 32mm                                |
| Bordo                  | In genere è vantaggioso scegliere un bordo comodo e che consenta resistenza e flessibilità. Un bordo largo riduce la pressione sulle labbra, rendendo l'appoggio più confortevole. Tuttavia riduce anche la flessibilità. Un profilo del bordo bombato permette una maggiore flessibilità, ma diminuisce la resistenza, mentre un profilo del bordo piatto genera una sensazione di maggiore sicurezza, ma tende a far assumere alla labbra una posizione statica che riduce la flessibilità. | ~ 5, 6, o 7mm                       | ~ 6mm                                 |
| Mordente               | Mordenti spigolosi riducono la resistenza ma favoriscono la flessibilità ed il controllo. I bocchini più profondi in genere hanno bordi più arrotondati. Un mordente ben arrotondato aiuta ad ottenere legati omogenei, ma non è efficace per dei buoni attacchi e per le note staccate. Un mordente vivo aiuta negli attacchi, ma rende i salti bruschi e difficili da controllare. | Varie                               | Varie                                 |
| Dimensione della tazza | Tazze poco profonde favoriscono i registri acuti e toni squillanti. Tazze più profonde favoriscono i registri bassi e le sonorità piene e scure. | Circa la metà del diametro interno. | Da 3/4 a 2 volte il diametro interno. |
| Forma della tazza      | Tazze semisferiche (a C) hanno sonorità brillanti, mentre tazze coniche (a V) danno suoni meno definiti. Infatti una tazza con un profilo a C rispetto alla tazza a V presenta una maggiore resistenza al flusso d'aria ed una maggiore turbolenza del passaggio tra la tazza e la gola. Inoltre la tazza a C fa risaltare le armoniche di ordine superiore mentre la tazza a V fa risaltare la componente fondamentale del suono.                                                            | Semi-sferico (a C)                  | Semi-sferico (a C) o conico (a V)     |
| Gola                   | La gola funge da regolatore per il livello di pressione dell'aria all'interno della tazza. Una gola larga contribuisce all'ottenimento di un elevato volume sonoro, ma oltre certi limiti può rendere instabile il suono. | ~ 3.6mm                             | ~ 7.6mm                               |
| Retroforo              | Il profilo interno della penna ha una forma conica che causa una variazione di pressione e velocità del flusso d'aria (effetto Venturi). Un retroforo stretto provoca un suono più brillante, un aumento della resistenza del flusso d'aria ed un buon supporto nell'esecuzione del registro acuto. Di contro un retroforo largo produce maggiore volume sonoro, minore resistenza e maggiore facilità nella produzione del registro basso.                                                   | Quasi cilindrico                    | Varie                                 |

## Tecnica dell'emissione sonora

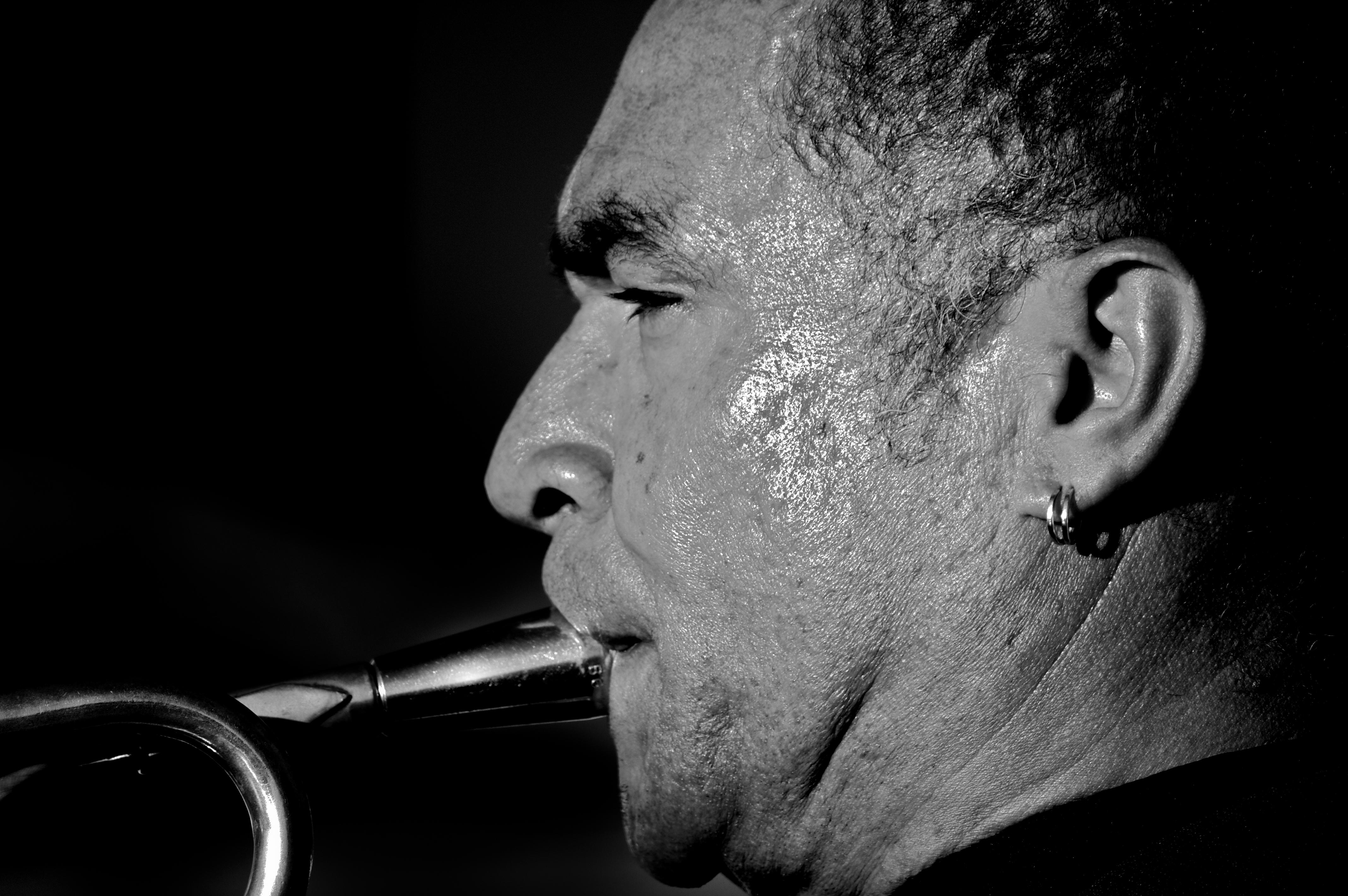
Dettaglio dell'imboccatura di un trombettista

Il suono degli ottoni viene generato dalla vibrazione delle labbra, mentre il bocchino funge da risuonatore, che passa la vibrazione dalle labbra alla colonna d'aria, generando l'onda stazionaria che è poi amplificata dallo strumento musicale.
Le labbra vengono messe in vibrazione dal flusso d'aria. La pressione del bocchino sulle labbra svolge due funzioni principali: creare una ermeticità che impedisca all'aria di fuoriuscire dal bocchino ed aiutare nel delimitare la divisione dei tessuti delle labbra in base alla loro funzione. Le labbra coinvolte nella produzione del suono sono formate da fibre muscolari che attraversano tutte le labbra, ma per creare un'ancia labiale questi stesse fibre muscolari dovranno svolgere funzioni diverse, riassumibili in tre funzioni principali:
1) la parte di labbro che starà all'esterno del bocchino e che avrà una forte componente muscolare, che permetterà diverse tensioni nell'imboccatura;
2) la parte di labbro che starà tra il bocchino e la dentatura del suonatore, che funzionerà da isolante fra la parte esterna e quella interna dell'imboccatura;
3) la parte di labbro che starà all'interno del bocchino, che funzionerà da corpo vibrante e che svolgerà al meglio la propria funzione se non sarà interessata dalle tensioni muscolari esterne dell'imboccatura.
Il flusso dell'aria che dai polmoni arriva alle labbra deve essere lasciato libero e quindi fluido, evitando di creare tensioni dei muscoli della gola o della lingua, che andrebbero inevitabilmente a creare strozzature e resistenze.
A seconda degli effetti e del tipo di articolazione che si vuole ottenere è possibile emettere il suono soffiando liberamente (legato), oppure con un colpo di lingua, la quale funge da valvola per l'emissione dell'aria. Lo staccato viene eseguito spesso pronunciando la sillaba TA o TU, ma esistono numerose scuole e teorie a tale riguardo, e svariati gradi intermedi di staccato, che alcuni insegnanti identificano con altre sillabe come DU, TUI eccetera. Per staccati veloci spesso si utilizza la tecnica del "doppio staccato" (o anche "triplo staccato") ovvero la pronuncia della sillaba TA con la punta della lingua e la sillaba KA sul palato (o sillabe analoghe), utilizzando la lingua come una sorta bilanciere. Nel jazz, ed in particolare nella tecnica del trombone, si utilizza una tecnica chiamata "doodle tonguing", in cui si utilizzano sillabe come DU, DL e TL per ottenere degli agili effetti di fraseggio.
Gli armonici emessi mediante la vibrazione delle labbra sono cambiati dal musicista con una istintiva contrazione (o rilassamento) muscolare del labbro. In realtà la maggior frequenza di vibrazione non è data semplicemente dalla tensione delle labbra, perché questo significherebbe per esempio che per suonare 4 ottave più in alto bisognerebbe contrarre le labbra con una forza ben 256 volte superiore, fatto fisicamente impossibile. Quello che i musicisti fanno per modificare l'armonico di vibrazione è certamente contrarre o rilassare i muscoli labiali, ma contemporaneamente modificare la porzione di labbro che vibra, e dunque variare la massa in vibrazione, che ha un maggior effetto sulla frequenza (masse minori generano alte vibrazioni, masse maggiori generano basse vibrazioni). I tipici movimenti che i musicisti compiono istintivamente per suonare note più alte è ridurre l'apertura fra le labbra e portare in alto e verso l'interno il labbro inferiore in maniera da fornire un supporto saldo per la vibrazione di una minore porzione del labbro superiore.

### Impostazione dell'imboccatura
Una corretta impostazione è fondamentale per permettere al musicista di suonare lo strumento con un ampio registro, un suono chiaro e pulito, senza affaticarsi eccessivamente o addirittura danneggiarsi le labbra.
Il modo in cui il bocchino è posizionato sulle labbra può variare a seconda della forma di bocca e labbro del musicista, del tipo di strumento e della scuola.
Il cornista Philip Farkas (1914-1992) notò, osservando i suoi colleghi della Symphony Orchestra di Chicago, che la maggior parte dei musicisti ha una impostazione in cui il labbro superiore occupa circa i 2/3 del bocchino, ed il terzo restante occupa la parte inferiore. In seguito il trombonista Donald S. Reinhardt (1908-1989) sviluppò un sistema analitico per lo sviluppo dell'imboccatura, e classificò ben nove tipi differenti di impostazione, a seconda del posizionamento del labbro sul bocchino e della direzione del flusso d'aria al suo interno.
Secondo Reinhardt i musicisti che posizionano il bocchino più in alto sulle labbra (più labbro superiore che inferiore all'interno del bocchino, ovvero l'impostazione più comune notata anche da Farkas) direzionano l'aria dentro il bocchino - con varie angolazioni - verso il basso, e viceversa. Per avere una buona impostazione il musicista deve trovare la propria impostazione personalizzata, basata sulle proprie caratteristiche anatomiche. Lloyd Leno confermò scientificamente l'esistenza di queste differenti tipologie.
In passato alcuni insegnanti, come Carmine Caruso, puntavano sul rafforzamento muscolare mediante esercizi particolari, fra cui il "buzzing", ovvero l'emissione di un suono simile ad un ronzio con le sole labbra. Questa pratica è considerata assolutamente dannosa da docenti come il tubista e insegnante Arnold Jacobs, che affermava che è meglio suggerire allo studente di concentrarsi sul messaggio musicale, che permetterebbe all'imboccatura di svilupparsi naturalmente.

## Produttori
Le forme e le misure dei vari bocchini per ottoni sono codificate mediante codici tipici di ogni produttore. La codifica Bach sembra comunque essersi affermata come standard comparativo.
Segue un elenco dei principali produttori:
- Bach
- Benge
- Denis Wick
- Giardinelli
- Monette
- Schilke
- Warbutron
- Yamaha